# (7218) 1979 SK
(7218) 1979 SK (1979 SK, 1986 VA1) — астероїд головного поясу.
Тіссеранів параметр щодо Юпітера — 3.589.